# مجموعات القراصنة
مجموعات القراصنة (بالإنجليزية: Hacker groups)‏ مجتمعات غير رسمية بدأت في الازدهار في أوائل الثمانينيات، مع ظهور الكمبيوتر المنزلي .

## نظرة عامة
قبل الثمانينيات، كان مصطلح القرصان مجرد إحالة إلى أي هاوٍ في الحاسوب. كانت مجموعات القراصنة تعمل على صنع أسماء لأنفسهم ، وغالبًا ما يتم تحفيزهم من خلال الصحافة الخاصة بهم. كانت هذه ذروة القرصنة ، في وقت سابق كان هناك الكثير من القوانين ضد جرائم الحاسوب. وكثرت مجموعات القراصنة للوصول إلى المعلومات والموارد ، يمكن للقراصنة أيضًا اكتساب المصداقية من خلال الانتماء إلى مجموعة النخبة. غالبًا ما تسخر أسماء مجموعات القراصنة الشركات الكبرى والحكومات والشرطة والمجرمين.  وغالبًا ما تستخدم قواعد الإملاء المتخصصة .